# برنشت
قرية برنشت هي إحدى القرى التابعة لمركز العياط في محافظة الجيزة في جمهورية مصر العربية. حسب إحصاءات سنة 2006، بلغ إجمالي السكان في برنشت 18296 نسمة، منهم 9880 رجل و8416 امرأة.